# Ophiorrhiza macrantha
Ophiorrhiza macrantha är en måreväxtart som beskrevs av Hsien Shui Lo. Ophiorrhiza macrantha ingår i släktet Ophiorrhiza och familjen måreväxter. Inga underarter finns listade i Catalogue of Life.